# Riad Sattouf
Riad Sattouf (París, 5 de maig de 1978) és un autor i dibuixant de còmic francés. És conegut per ser l'autor de les sèries Pascal Brutal, publicada a Fluide Glacial, La Vie secrète des jeunes, que es va publicar durant nou anys a Charlie Hebdo, fins al 2014, i especialment per la sèrie autobiogràfica L'àrab del futur, publicada en sis volums del 2014 fins al 2022. A Le Nouvel Obs va dibuixar la sèrie setmanal Les cahiers d'Esther, on conta les històries reals de la xiqueta Esther A., dels 10 als 18 anys.
Fora de l'àmbit francòfon, és conegut per la seua faceta com a director de cinema, especialment amb la pel·lícula Les Beaux Gosses, amb la que va obtindre diversos premis.

## Biografia
Fill de mare francesa i pare sirià, Riad Sattouf va nàixer a París, tot i passar la seua infantesa a Algèria, Líbia i Síria, i la seua adolescència a Bretanya, on estudia al Collège des Ormeaux, a Rennes. Dedica gran part del temps a dibuixar i accedeix als estudis d'arts aplicades i cinema d'animació a Gobelins, París. En aquest període aconsegueix fer una sèrie de tires còmiques per a Delcourt i il·lustracions per a revistes de joves. El 2002 presentà Les pauvres aventures de Jérémie a l'Editorial Dargaud, amb qui també publicà el tom No sex in New York el 2004.
Des de 2002 comparteix un atelier a París amb altres dibuixants: Christophe Blain, Mathieu Sapin i Joann Sfar.
Va rebre el premi Cèsar a la millor òpera prima en 2010 per la pel·lícula Les Beaux Gosses. En 2014 s'estrena el seu segon film, Jacky au royaume des filles, comèdia políticament incorrecta on les dones tenen el poder en una dictadura on els homes es veuen relegats al rol de reproductors.
El 2014 apareix el primer tom de L'Arabe du futur, sèrie de còmic on explica la seua infantesa a Líbia i Síria, dos països on es portava a terme la política del socialisme àrab. El sisè i darrer volum es va publicar el 2022. La sèrie té una seqüela, Moi, Fadi, le frère volé (2024-), prevista en tres volums, que explica els fets des del punt de vista del germà petit.

## Publicacions

### Sèries
- Petit Verglas, Delcourt, París, 2000-2002
- Les pauvres aventures de Jérémie, Dargaud, París, 2003-2005
- Pipit Farlouse, Milan, Tolosa de Llenguadoc, 2005-2006
- Laura et Patrick, Lito, Champigny-sur-Marne, 2006
- Pascal Brutal, Fluide glacial, París, 2006-2014
- La vie secrète des jeunes, L'Association, París, 2007-2012
- L'arabe du futur, Allary Éditions, París, 2014-2022 (trad. al català: L'àrab del futur, Salamandra, 2015-)
- Les cahiers d'Esther, Allary Éditions, 2016-2024
- Le jeune acteur, Les Livres du futur, 2021
- Moi, Fadi, le frère volé, Les Livres du futur, 2024

### Obres en un volum
- Manuel du puceau, Bréal Jeunesse, Rosny-sous-Bois, 2003
- Ma circoncision, Bréal Jeunesse, Rosny-sous-Bois, 2004
- No sex in New York, Dargaud, París, 2004
- Retour au collège, Hachette Littératures, París, 2005

## Filmografia

### Guionista, realitzador, compositor
- 2003: Petit Vampire: guionista i actor de doblatge a la sèrie televisiva derivada del còmic de Joann Sfar
- 2009: Les Beaux Gosses: guionista, realitzador, compositor i actor secundari (veu de la ràdio, actor a la pel·lícula pornogràfica)
- 2010: Mes colocs (websèrie): guionista i realitzador[6]
- 2010: Jeunes et Limités: Une vraie vie de chien (clip): realitzador
- 2014: Jacky au royaume des filles: guionista, realitzador, compositor
- 2018: Les Cahiers d'Esther, sèrie animada (a partir dels àlbums homònims): realitzador, guionista, autor de la bíblia gràfica, productor delegat

#### Actor
- 2009: Les Beaux Gosses, d'ell mateix: l'actor del video
- 2010: Gainsbourg, vie héroïque, de Joann Sfar: el gigoló de Fréhel
- 2011: La guerre est déclarée, de Valérie Donzelli: un cuiner
- 2012: Camille redouble, de Noémie Lvovsky: el realitzador gore
- 2014: Jacky au royaume des filles, d'ell mateix: Mit Kronk, l'actor de la sèrie Éblouissement de chevalin
- 2014: Vengeance et terre battue (curtmetratge), de Mathieu Sapin: inspector Gonzalez

#### Productor
- 2017: Le Redoutable, de Michel Hazanavicius

## Guardons i reconeixements
- Premi René Goscinny per Les pauvres aventures de Jérémie (2003)
- Premi Cèsar a la millor òpera prima per Les Beaux Gosses (2010)
- Premi Fauve d'or al millor àlbum del Festival del Còmic d'Angulema pel tercer volum de Pascal Brutal (2010)
- Premi Fauve d'or al millor àlbum del Festival del Còmic d'Angulema per L'àrab del futur. Una joventut a l'Orient Mitjà (1978-1984) (2015)
- Gran premi del Festival del Còmic d'Angulema pel conjunt de la seva obra (2023)